# Lyme (New York)
Lyme ist eine Siedlung (Town) im Jefferson County im US-Bundesstaat New York. Das U.S. Census Bureau hat bei der Volkszählung 2020 eine Einwohnerzahl von 2.299 ermittelt. Es ist in erster Linie landwirtschaftlich und touristisch geprägt und dient zu Teilen als Schlafstadt der benachbarten City of Watertown. Die Hauptsiedlungen sind die Dörfer Chaumont und Three Mile Bay.

## Geografie

### Geografische Lage
Lyme liegt im Norden des Bundesstaates New York, einige Kilometer südlich der Grenze zu Kanada. Seine Westgrenze liegt im Ontariosee, vor der Chaumont Bay. Die südöstliche Grenze der Town liegt in der Guffin Bay, die gemeinsam mit der deutlich größeren Chaumont Bay einen Ausfluss zum Ontariosee bildet und in die der Guffin Creek mündet.
Die Landschaft ist eiszeitlich geprägt; als Grundmoränengebiet ist sie weitgehend flach und von vielen kleinen Wasserläufen durchzogen. Als wichtigster Fluss zieht der Chaumont River von Ost nach West durch die Town und mündet bei Chaumont in den Ontariosee. Der Boden besteht in erster Linie aus Lehm, was die landwirtschaftliche Nutzung einschränkt. Weiterhin sind im Untergrund größere Kalksteinvorkommen zu finden, die zum Teil durch Steinbrüche erschlossen sind.

### Nachbargemeinden
| Ontariosee | Cape Vincent | Clayton    |
| Ontariosee |              | Clayton    |
| Ontariosee | Brownville   | Brownville |

### Klima
Die mittleren Temperaturen in Lyme betragen zwischen −7,2 Grad Celsius (19 Grad Fahrenheit) im Februar und 21 Grad Celsius (70 Grad Fahrenheit) im Juli. Damit liegen sie im Winter um etwa 10 Grad tiefer als die durchschnittliche Tiefsttemperatur der USA und ca. 20 Grad tiefer als die mittlere Durchschnittstemperatur im Februar. Die mittleren Temperaturen liegen dagegen am unteren Rand der Durchschnittstemperaturen der USA. Der durchschnittliche Niederschlag liegt dagegen innerhalb des Spektrums der mittleren Niederschläge in den USA. Schneefälle sind zwischen Mitte Oktober und Ende Mai zu verzeichnen, mit der Spitze von 71 cm (28 inch) im Januar (US-Durchschnitt: 28 cm / 11 inch) und liegen etwa 2,5 bis 3 mal höher als der Landesdurchschnitt.

## Geschichte
Für eine ausführlichere Schilderung der Vorgeschichte dieser Umgebung siehe das Kapitel Geschichte des Artikels zu Jefferson County.
Die erste Besiedlung durch Kolonisten erfolgte ab 1801, zunächst durch zwei Prospektoren, die für den Landverkäufer James Le Ray, der das Gebiet 1798 erstanden hatte, tätig waren. Eine erste Siedlung wurde etwa vier Kilometer flussaufwärts des heutigen Dorfes Chaumont errichtet, aber 1803 aufgegeben und an die Stelle des heutigen Chaumont verlegt: der Ort galt rasch als ungesund und wurde für Krankheitsfälle von Typhus, Diphtherie und Malaria verantwortlich gemacht. 1805 wurde eine erste Schule im Bereich der späteren Town Lyme eröffnet; sie lag am Südufer der Chaumont Bay. 1806 oder 1807 wurde die Siedlung Point Salubriou gegründet; die Besiedlung der Point Penninsula begann etwa 1808; Three Mile Point und Three Mile Bay wurden zwischen 1816 und 1818 errichtet.
Ein befestigtes Blockhaus zum Schutz der Siedler gegen bewaffnete Übergriffe wurde 1812 in der Nähe Chaumonts errichtet, aber „durch den Feind“, so der Chronist John Homer French, erobert und zerstört. Dabei bleibt unklar, ob es sich um einen Überfall der bisher hier ansässigen Irokesen oder ein Ereignis im Krieg von 1818 um die Grenze zu Kanada handelte.
Der erste Bau einer Kirche erfolgte 1816. Sie gehörte zu einer Baptisten-Gemeinde.
Ursprünglich Teil der Town Brownville, wurde Lyme am 6. März 1818 ausgegliedert und zu einer selbständigen Gemeinde erklärt. Zu diesem Zeitpunkt gehörten auch Teile von Clayton (ausgegliedert 1833) und das Gebiet von Cape Vincent (ausgegliedert 1849) zu Lyme. Die konstituierende Stadtversammlung mit der Wahl der Amtsträger fand drei Tage vor der formellen Selbständigkeit, am 3. Oktober 1818, statt. Der Ort wurde benannt nach Lyme an der Küste von Connecticut.
Aufgrund der landwirtschaftlich schlecht geeigneten Böden wurden zunächst vor allem Pelzjäger und Fischer hier heimisch. Später siedelten sich hier auch Holzfäller, Sägemühlen, Fassbauer und Schiffbauer an, die aber nur lokale Bedeutung erreichten. Die Kalksteinbrüche der Gegend lieferten beim Bau des Eriekanals Material für die Schleusen. Der Bau einer Stichstrecke der Rome, Watertown and Ogdensburg Railroad (RW&O) von Watertown über Brownville nach Cape Vincent mit einer Station in Chaumont belebte die Wirtschaft nur unwesentlich; heute sind die Strecke und ihre Brücken abgebaut.

### Einwohnerentwicklung
| Jahr      | 1800 | 1810 | 1820 | 1830 | 1840 | 1850 | 1860 | 1870 | 1880 | 1890 |
| --------- | ---- | ---- | ---- | ---- | ---- | ---- | ---- | ---- | ---- | ---- |
| Einwohner | –    | –    | 1724 | 2872 | 5472 | 2939 | 2702 | 2465 | 2277 | 2175 |
| Jahr      | 1900 | 1910 | 1920 | 1930 | 1940 | 1950 | 1960 | 1970 | 1980 | 1990 |
| Einwohner | 2200 | 1955 | 1642 | 1585 | 1462 | 1458 | 1448 | 1550 | 1695 | 1701 |
| Jahr      | 2000 | 2010 | 2020 | 2030 | 2040 | 2050 | 2060 | 2070 | 2080 | 2090 |
| Einwohner | 2015 | 2185 | 2299 |      |      |      |      |      |      |      |

## Wirtschaft und Infrastruktur
Neben touristischen Einrichtungen, insbesondere den Häfen entlang der Chaumont Bay und zwei Naturschutzgebieten auf der Point Penninsula mit Ferienhäusern und Zeltplätzen wird Lyme als Schlafstadt für das nahegelegene Zentrum Watertown genutzt.
Wichtige Berufsgruppen in Lyme sind Lehrer und Pädagogen mit 13,5 % Anteil an den Beschäftigten und die öffentliche Verwaltung mit 12,9 %. Wichtigste Handwerksgruppe sind die Bauhandwerker mit 9,2 % und die Heil- und Pflegeberufe mit 5,9 %. Die Arbeitslosigkeit betrug im März 2019 6,3 % (zum Vergleich: im Bundesstaat New York lag sie zum gleichen Zeitpunkt im Schnitt bei 6,3 %).

## Söhne und Töchter der Stadt
- Albert D. Shaw (1841–1901), Politiker und Repräsentant des Bundesstaates New York im US-Repräsentantenhaus